# Painted Desert (Australien)

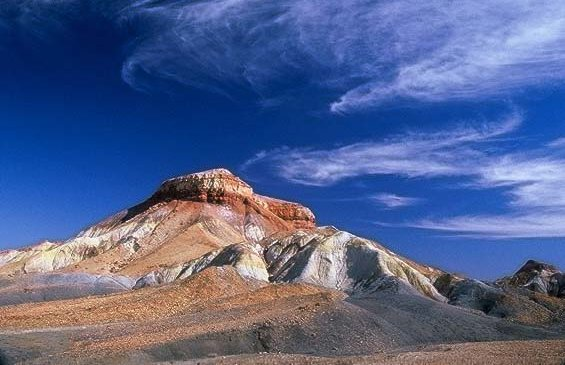
Der Mount Arkaringa in der Painted Desert

Die Painted Desert, wörtlich (an)gemalte oder bunte Wüste, liegt in der Nähe des Ortes Arckaringa 121 Kilometer nordwestlich von Coober Pedy und 73 Kilometer südwestlich von Oodnadatta im australischen Bundesstaat South Australia. Der Ort Marla liegt 132 Kilometer entfernt.
Aus den Sedimenten eines alten Binnenmeers entstand im Lauf von geschätzten 80 Millionen Jahren durch Erosion und Auslaugung von Mineralien aus dem Boden die Landschaft mit unzähligen Farben, wie man sie heute sieht. Diese Farben geben dieser Region ein einmaliges Gepräge und reichen von Ocker, Gelb, Rot bis Braun und kontrastieren je nach Lichteinfall und Tageszeit. 
Ein großes Gebiet der Painted Desert ist Glimmermineralen bedeckt. 50 Kilometer von Oodnadatta entfernt befinden sich bemerkenswerte Landschaftsformen wie die Arckaringa Hills, die Anna Creek Painted Hills und die so genannte Mondebene. Zwei der Landschaften dienten in der jüngsten Vergangenheit häufig als Filmkulisse. Der Zugang zu den Anna Creek Painted Hills ist allerdings nicht möglich, jedoch kann mittlerweile das Gebiet überflogen werden.